# The Return of Superman Thailand
The Return of Superman Thailand (conosciuto in patria anche come การกลับมาของซูเปอร์แมน) è un programma televisivo thailandese in onda settimanalmente su Channel 7; gli episodi vengono poi distribuiti sul canale ufficiale YouTube della casa di produzione, Katana Motion Pictures.
Adattamento del programma sudcoreano The Return of Superman, si tratta di un varietà misto a reality show con protagonisti diversi bambini alle prese con svariate attività.